# JavaFX
JavaFX — платформа та набір інструментів для створення насичених інтернет-застосунків (англ. Rich Internet Applications, RIA) з можливістю підвантаження медіа та змісту. Вперше продемонстровано Sun Microsystems на Міжнародній конференції Java-розробників JavaOne у травні 2007. JavaFX містить у собі набір утиліт, за допомогою яких веброзробники та дизайнери можуть швидко створювати та надавати розвинуті інтернет-застосунки для десктопів, мобільних пристроїв, телебачення та інших платформ.
JavaFX складається з JavaFX Script і JavaFX Mobile. Починаючи з випуску JavaFX 2.0 забезпечено можливість створення JavaFX-застосунків, написаних цілком мовою Java. Для розробки застосунків доступний багатий графічний і мультимедійний API, що спрощує створення візуальних програм.

## Історія випусків
У грудні 2008 Sun Microsystems випустили JavaFX 1.0 для браузерів десктопів. JavaFX для мобільних пристроїв очікується навесні 2009.
Однією з найважливіших особливостей цієї платформи називається функція Drag-to-Install, яка дозволяє встановлювати JavaFX-застосунки простим перетягуванням з вікна браузера на робочий стіл.
JavaFX 1.0 включив підтримку відео (JavaFX Video Support) на базі кодеків On2 Technologies і три ключові компоненти: JavaFX Development Environment (компілятор і середовище виконання, графічні, медійні і веббібліотеки, інтегроване середовища розробки NetBeans IDE 6.5, мобільний емулятор), JavaFX Production Suite (набір інструментів і плагінів для імпорту графічних об'єктів, створених в дизайнерських пакетах, таких як Adobe Photoshop і Adobe Illustrator), JavaFX Desktop (експлуатує функції Java SE 6 Update 10, включаючи вже згадану Drag-to-Install).
На момент випуску JavaFX 1.0 доступна тільки для ОС Windows і Mac OS, але розробники обіцяють незабаром забезпечити підтримку й інших платформ. Sun дещо спізнюється на ринку потокового медіа: якщо у 1995 році Java була одноосібним лідером і законодавцем, то сьогодні її серйозно підтискають конкуренти, такі як Microsoft Silverlight, Adobe Flash і AIR. Щоб підвищити інтерес до своєї платформи, Sun також планує розкрити сирцеві коди JavaFX.
Головним нововведенням JavaFX 2.0, що вийшов вже під орудою Oracle у жовтні 2011, стала відмова від використання спеціальної скриптової мови JavaFX Script на користь стандартного Java API, що дозволяє створювати JavaFX-застосунки мовами, що базуються на JVM — JRuby, Clojure, Scala і Groovy. Для розробки застосунків доступний багатий графічний і мультимедійний API, що спрощує створення візуальних програм.
Разом з випуском Oracle підтвердив перехід проєкту на відкриту модель розробки. У найближчому майбутньому Oracle планує відкрити код JavaFX і продовжити його розвиток в рамках підпроєкту OpenJDK. Код JavaFX, як і код OpenJDK, розповсюджуватиметься під ліцензією GPL v2 з винятками GNU ClassPath, що дозволяє динамічне зв'язування з комерційними продуктами. Oracle JavaFX runtime і SDK і раніше будуть доступні тільки в бінарному вигляді, під ліцензією BCL (Binary Code Licence).

## Виноски
1. ↑  With JavaFX, Sun seeks new coders, new revenue[недоступне посилання]
2. ↑  Компания Oracle выпустила JavaFX 2.0 и заявила о скором открытии кода под лицензией GPL. Архів оригіналу за 7 жовтня 2011. Процитовано 4 жовтня 2011.